# Rainer Schottstädt
Rainer Schottstädt (* 21. Januar 1951 in Stuttgart; † 19. September 2016) war ein deutscher Fagottist, Professor und Verleger.
Von 1971 bis 1975 studierte Schottstädt an der Musikhochschule Stuttgart bei Frits Wolken. Von September 1975 bis Juni 2016 war er Solo-Fagottist im Gürzenich-Orchester Köln. Zudem gab er regelmäßig Solokonzerte mit renommierten Orchestern sowie Kammerkonzerte.
Seit über 25 Jahren war er ständiger Gast beim Württembergischen Kammerorchester Heilbronn, mit dem er auch mehrfach solistisch aufgetreten war. Seit 1982 hatte Schottstädt einen Lehrauftrag für Fagott an der Hochschule für Musik und Tanz in Köln, der 1986 um den Bereich der Kammermusik und Bläsereinstudierungen erweitert wurde. 2008 wurde ihm für diese Tätigkeit der Professorentitel verliehen.

## Auszeichnungen
Preisträger mit dem Syrinx-Quintett
- Internationaler Kammermusikwettbewerb Colmar
- Internationaler Kammermusikwettbewerb Belgrad
- Deutscher Musikwettbewerb
- ARD Musikwettbewerb München (1975)

Preisträger in der Solowertung
- Deutscher Musikwettbewerb (1977)

## CDs (Auswahl)
- Gürzenich-Fagottquintett div. Aufnahmen (Fagottissimo, Nova, Terzia), bei Dabringhaus & Grimm (mdg)
- Johann Evangelist Brandl, Quintette für Fagott und Streicher Vol.1 + 2 (mdg)
- Andre Caplet, Kammermusik, Calamus-Ensemble (mdg)
- Georg Lickl, Wind Music, Calamus-Ensemble (mdg)
- Sinfonia concertante u. a. von Pleyel, Danzi, Salieri, (mdg)

## Verlag
Der Musikverlag Rainer Schottstädt in Köln ist der Nachfolgeverlag des 1993 gegründeten Verlags Gebr. Schottstädt. Bisher sind fast 200 Werke (vor allem mit Oboe bzw. Fagott) erschienen.